# Río Pánuco
El río Pánuco es un río mexicano de la vertiente del golfo de México, que nace en la Altiplanicie Mexicana y forma parte del sistema hidrológico conocido como Tula-Moctezuma-Pánuco. Pánuco es el nombre que recibe en su curso bajo, desde  Veracruz. Finalmente desemboca cerca de la ciudad de Tampico. Es uno de los ríos más caudalosos del país y recibe las aguas de numerosos afluentes, entre ellos, el río Tamesí. El caudal del río Panuco es de 500 000 l/s. Tiene una longitud aproximada de 120 km (aunque el sistema completo, incluidos los ríos Moctezuma y Tula alcanza los 510 km). Es innavegable en la mayor parte de su curso y también se trata de una de las cuencas más contaminadas de México, por la actividad industrial y petrolera que se desarrolla en sus orillas. Desde el año 1607 en el río Tula desemboca la cuenca de México por el Tajo de Nochistongo, del sistema de desagüe del valle de México.
La fuente más lejana del Pánuco es el río Tepeji o San Jerónimo, que nace en el cerro de La Bufa, en el Estado de México, a una altitud de unos 3800 m. Luego pasa a llamarse río Tula, hasta su confluencia con el río San Juan, en la Presa Zimapán que pasa a llamarse río Moctezuma. Al confluir con el Tampaón, pasa nominalmente a ser conocido como Pánuco.
Sus principales afluentes son los ríos San Juan, Extóraz, Amajac, Tempoal y Tampaón (en el curso alto) y Tamesí (en el Pánuco como tal).